# Memphis Minnie
Memphis Minnie (Lizzie Douglas, née le 3 juin 1897 - 6 août 1973) est une musicienne (guitariste et chanteuse) de blues américaine.

## Biographie
Fuyant sa famille native d'Algiers, en Louisiane à l’âge de treize ans, elle arrive à Memphis vers 1913, et se marie avec Joe McCoy, avec lequel elle forme un duo de guitaristes. Ils font ensemble leur premier enregistrement en 1929, et, fort du succès de leurs premiers disques, partent à Chicago en 1931. Le style qu'impose le duo préfigure le Chicago blues.
Ils divorcent en 1934, et Memphis Minnie s'affirme seule, accompagnée par un pianiste et un contrebassiste. En 1938, un second guitariste, Ernest Lawlars, est son concubin.
Ernest Lawlars et Minnie enregistrent désormais ensemble, jusqu’à la fin de leur carrière. Leur influence se fait sentir sur de nombreux artistes du Chicago blues comme Muddy Waters, Homesick James, ou Jimmy Rogers.

### Décès
Le couple retourne à Memphis en 1953, pour prendre une retraite imposée par la santé précaire de Minnie.
Elle meurt dans un asile, en 1973, onze ans après la mort de son second mari.

### Postérité
Elle laisse dans les mémoires une œuvre majeure et des compositions classiques comme When the Levee Breaks, Bumble Bee Blues, Me and My Chauffeur Blues, If You See My Rooster ou Black Cat Blues.